# Berckmans de Weert
Berckmans de Weert is de naam van een Nederlandse familie waarvan een lid in 1874 in de Nederlandse adel werd verheven en welke adellijke tak in 1937 uitstierf.

## Geschiedenis
De stamreeks vangt aan met Jan Stevensz. de Weert, geboren te Antwerpen, vestigde zich in 1655 te Steenbergen, bierbrouwer aldaar. Zijn zoon was schepen van Steenbergen, net als zijn kleinzoon. Een nakomeling werd in 1874 verheven in de Nederlandse adel zodat leden van het geslacht het predicaat jonkheer en jonkvrouw verkregen. De adellijke tak stierf in 1937 uit.

## Enkele telgen
Jan Stevensz. de Weert, geboren te Antwerpen, vestigde zich in 1655 te Steenbergen, bierbrouwer aldaar
- Emmericus de Weert (1663-1739), bierbrouwer te en schepen van Steenbergen
  - Elias de Weert (1697-1777), schepen van Steenbergen
    - mr. Emmericus de Weert (1741-1809), pensionaris honorair van Tholen, rentmeester der domeinen over stad en lande van Breda; trouwde in 1768 Catharina Sibilla Berckmans (1744-1827)
      - Anthonia Martina Anna de Weert (1771-1841); trouwde in 1798 met mr. Pieter Carel Wijnmalen (1777-1833), burgemeester en notaris te Steenbergen
      - Emmericus Carel de Weert (1776-1831)
        - jhr. mr. Emmericus Antonius Henricus Berckmans de Weert (1814-1898), secretaris van het Kabinet des Konings, in 1874 verheven in de Nederlandse adel
          - jkvr. Eugenie Marie Berckmans de Weert (1857-1937), laatste telg van de adellijke tak